# Geburtskathedrale (Riga)

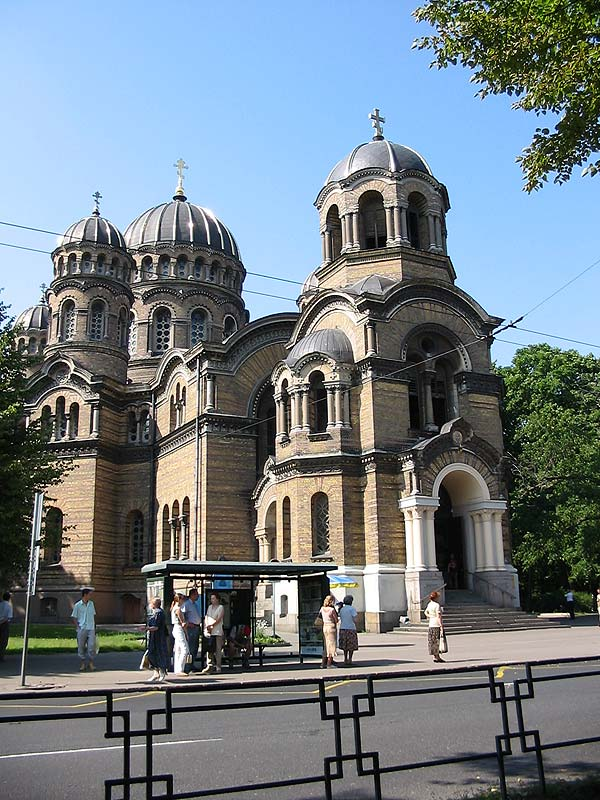
Frontalansicht

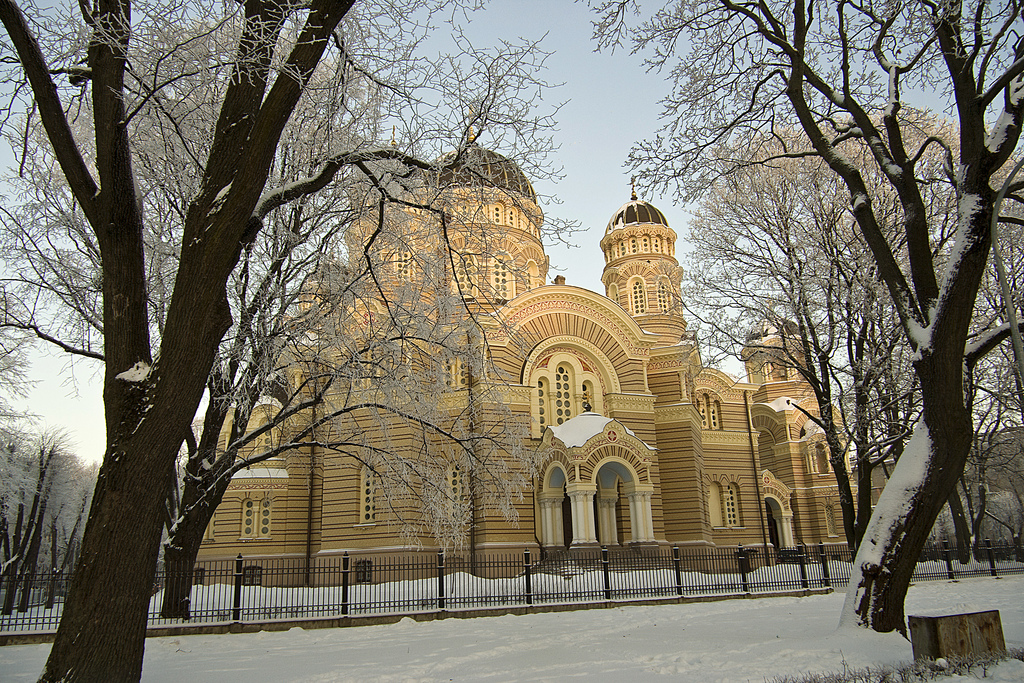
Seitenansicht

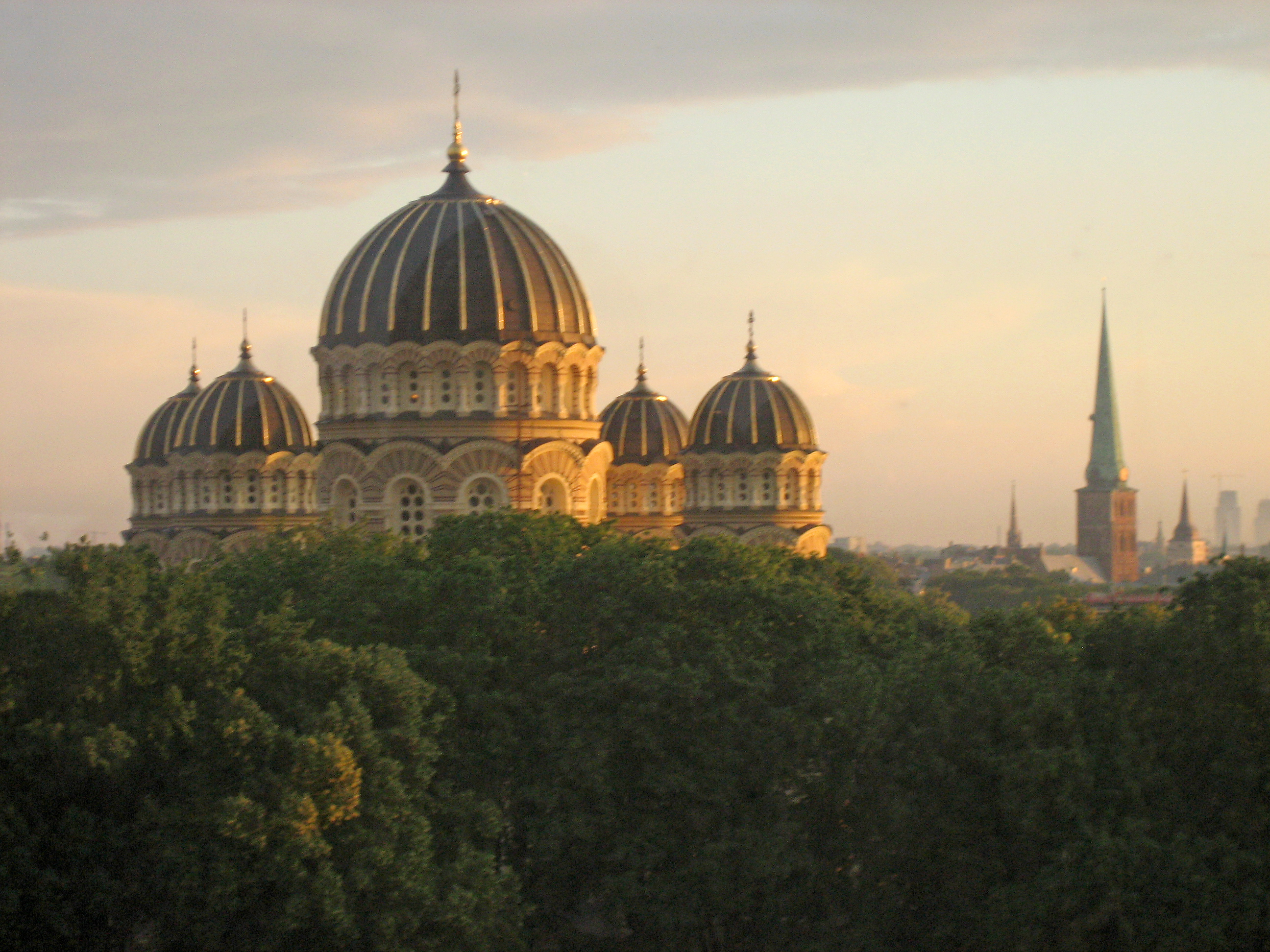
Kuppeln

Die Geburtskathedrale in der lettischen Hauptstadt Riga (Rīgas Kristus Piedzimšanas pareizticīgo katedrāle) ist eine Kathedrale der Russisch-Orthodoxen Kirche. Sie ist die größte orthodoxe Kirche der baltischen Staaten.
Für den Entwurf zeichnete Nikolai Tschagin verantwortlich. Die Kirche wurde 1876 bis 1883 im neobyzantinischen Stil unter Robert August Pflug errichtet. Riga gehörte damals als Hauptstadt des Gouvernements Livland zu Russland. Der Bau wurde von Zar Alexander II. persönlich bestätigt. Die Idee für den Bau einer russisch-orthodoxen Kirche in Riga stammt jedoch von Generalleutnant Pjotr Romanowitsch Bagration und Bischof Weniamin Karelin.
Während der Besetzung im Ersten Weltkrieg wurde die Kirche in eine protestantische Kirche umgewandelt, doch bereits nach der lettischen Unabhängigkeit wurde sie 1921 wieder orthodox. 1963 wurde die Geburtskathedrale von den sowjetischen Behörden in ein Planetarium umgewandelt und in „Haus des Wissens“ umbenannt. Bald nach Wiedererlangung der Unabhängigkeit von der Sowjetunion 1991 wurde die Kirche grundlegend saniert (bis 2006). Bereits 1992 wurde sie als Kathedrale wiedergeweiht.
Die Kirche ist ein Zentralbau mit fünf teilvergoldeten Kuppeln. Sowohl die Kirche, als auch der 43 Meter hohe Glockenturm mit 12 Glocken, sind mit gelben Kacheln verkleidet. Die berühmte Ikonenmalerei stammt hauptsächlich von Wassili Wassiljewitsch Wereschtschagin.